# Orbicella annularis

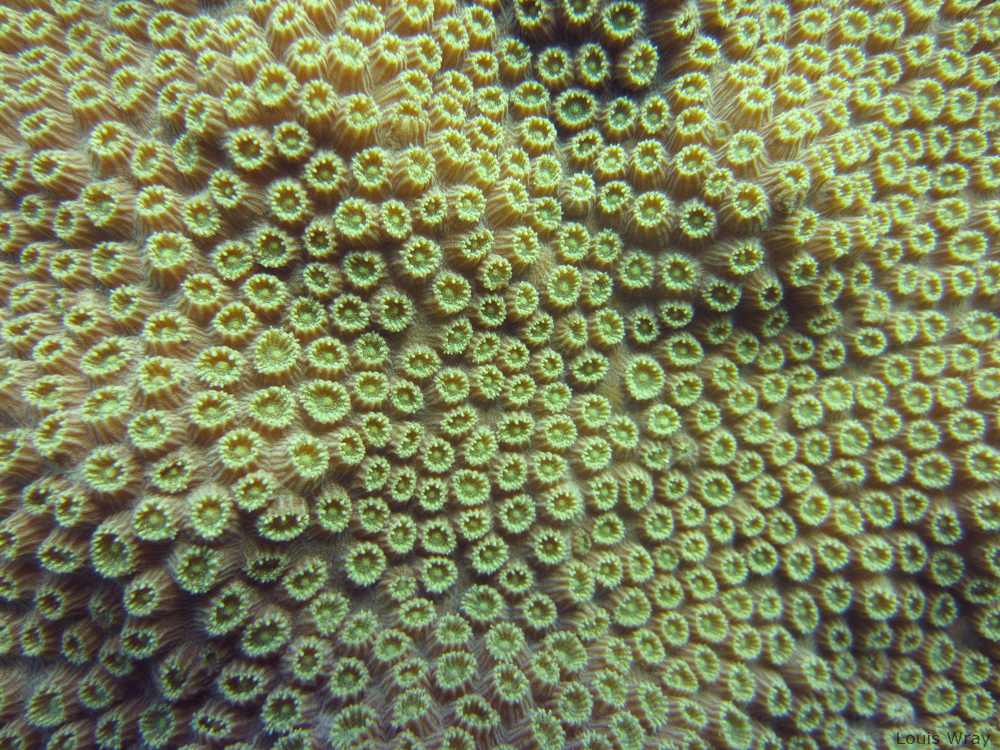
Disposición de pólipos en la superficie de una colonia de O. annularis

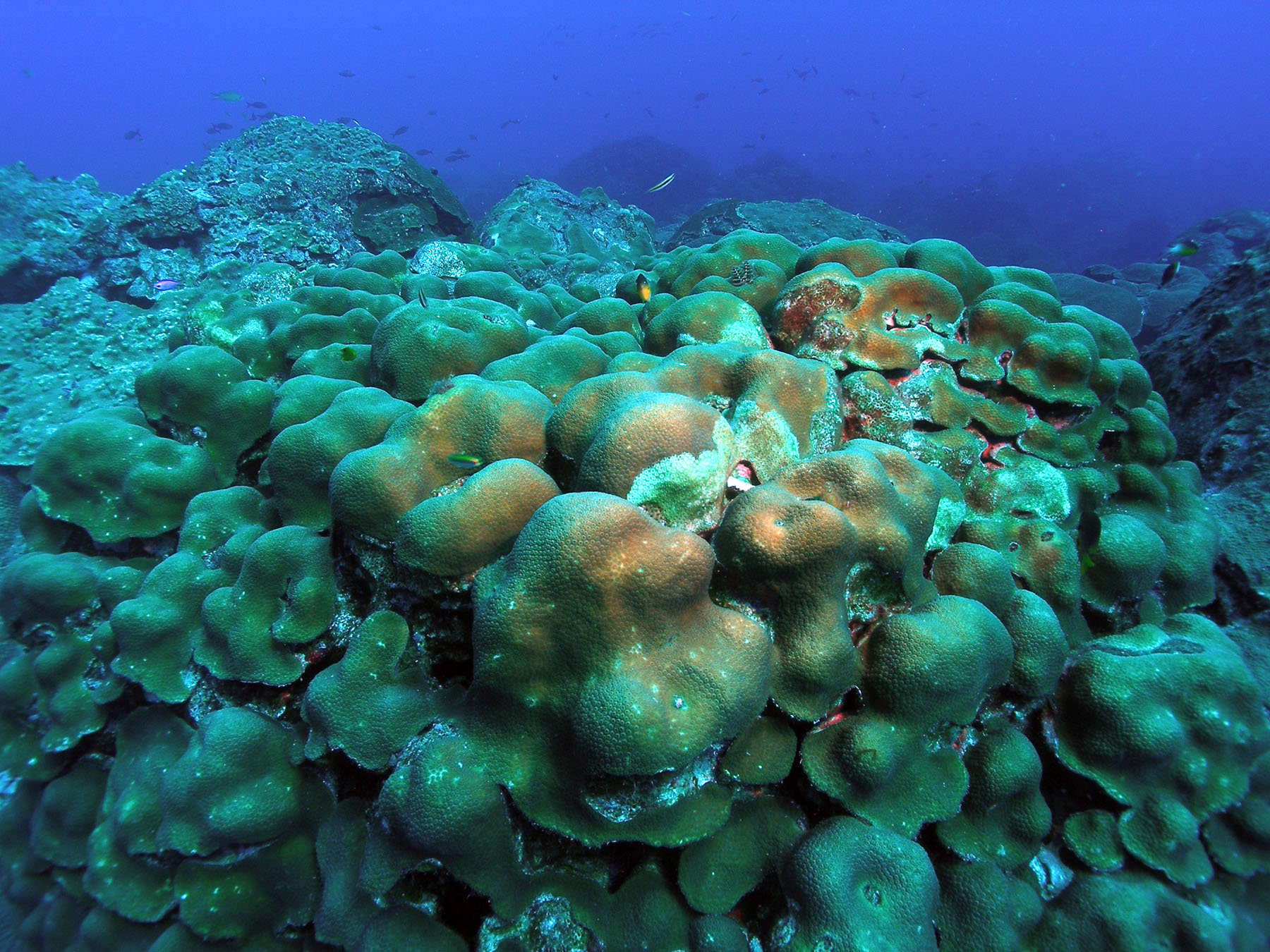
O. annularis en el Santuario Nacional Marino de Flower Garden Banks, EE. UU.

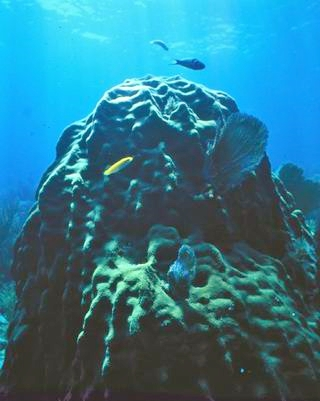
O. annularis en los Cayos de Florida, EE. UU.

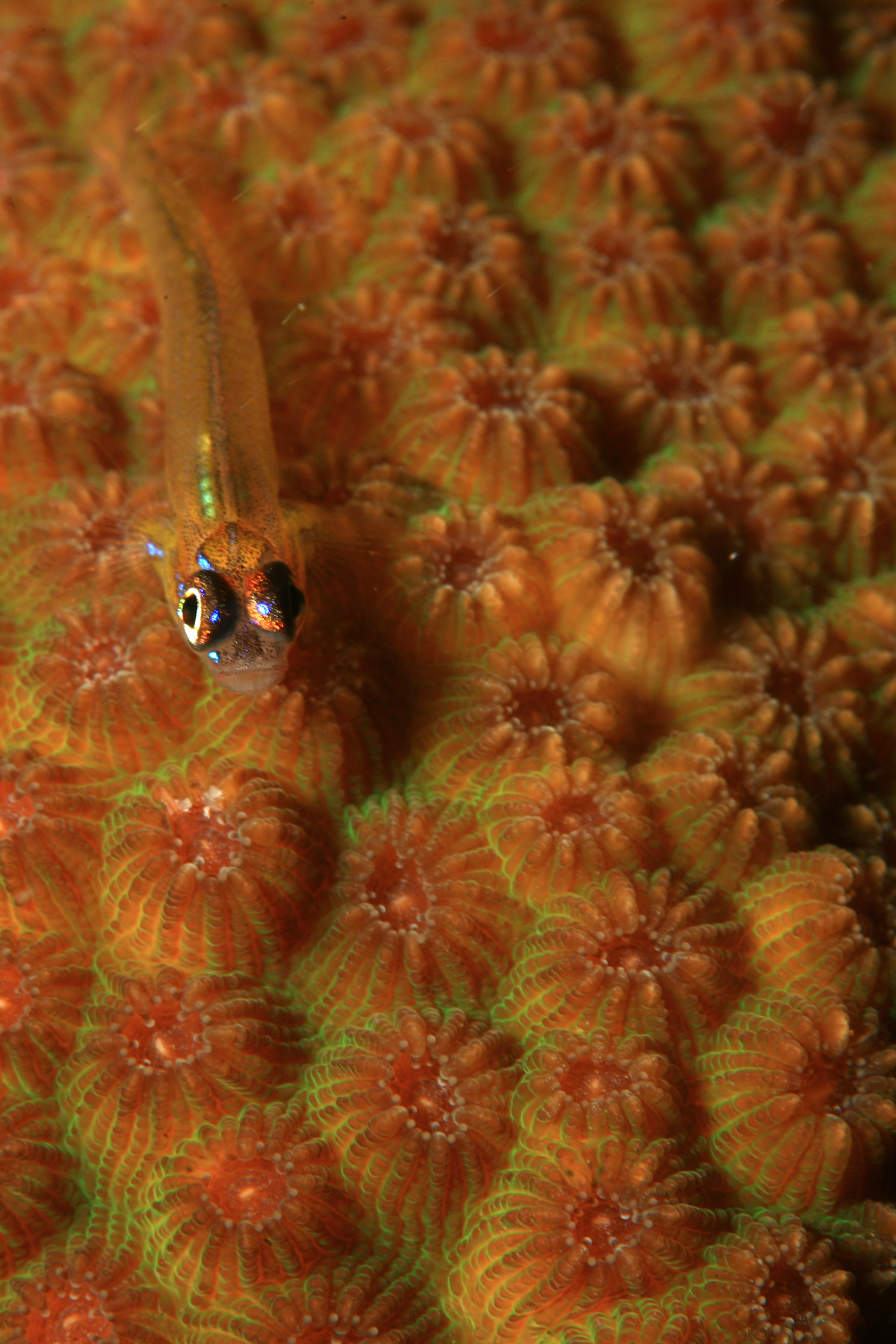
Coryphopterus lipernes incluye en su hábitat a O. annularis

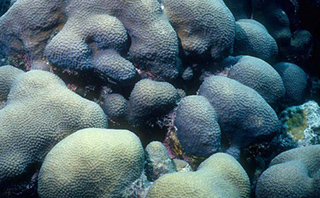
Orbicella annularis en Flower Garden Banks, Florida

Orbicella annularis es una especie de coral que pertenece a la familia Merulinidae, orden Scleractinia.  
Es un género hermatípico, tras la muerte del coral, su esqueleto contribuye a la generación de nuevos arrecifes en la naturaleza. 
Es especie común en aguas tropicales del océano Atlántico occidental, con frecuencia la especie más abundante hasta 10 metros de profundidad. No obstante, ha sufrido una drástica disminución durante las últimas décadas en la mayor parte de su rango de distribución, y está clasificada como especie en peligro por la Unión Internacional para la Conservación de la Naturaleza.

## Taxonomía
El género Orbicella ha sido recientemente resucitado por estudios que, tras realizar análisis filogenéticos moleculares y morfológicos del género Montastraea, entre muchos otros, han concluido que las especies M. annularis, M. faveolata y M. franksi, pertenecen al género Orbicella, originalmente descrito por James Dwight Dana en 1846.
Así, Budd et al., en 2012, además de relacionar genéticamente las tres especies citadas de Montastraea, y aislarlas de este género, diferencian morfológicamente Montastraea de Orbicella. Posteriormente, Huang et al., en 2014, han confirmado la adscripción de Orbicella, con sus tres especies, a la familia Merulinidae.

## Morfología
Desarrolla colonias masivas que pueden ser con formas columnares, aplanadas o redondeadas, dependiendo de factores ambientales como la luz y las corrientes, lo que se denominan poblaciones ecomorfas. Las colonias suelen medir entre 1 y 3 metros. Las formas columnares alcanzan los 2 m de altura. Los márgenes de las colonias son senescentes, o sin crecimiento, lo que les diferencia de sus otras dos compañeras de género: M. faveolata y M. franksi.
Los coralitos, de forma cónica, son abundantes, exsertos y compactados sobre la superficie de la colonia, que es suave. Los cálices son pequeños, de 2.5 mm de diámetro, y dispuestos en forma plocoide, lo que significa que los coralitos tienen paredes separadas y unidas por septo-costa, que están dispuestos perfectamente. Los septos se alternan largos y cortos. Tienen columnela larga y compacta.
Su coloración abarca el ocre claro, verde-café, amarillo-café, o gris uniforme. Normalmente sólo extiende sus tentáculos durante la noche.

## Hábitat y comportamiento
Habitan en diversas partes del arrecife, aunque son más comunes en las lagunas y laderas superficiales de arrecifes semi-protegidos, localizados en zonas poco profundas, bien iluminadas y cercanas a las costas. Abundan entre 1 y 10 metros, aunque su rango va desde 0,5 a 82 m de profundidad.
Es una especie formadora de arrecife debido a su alta tasa de depositación de carbonato de calcio. Brinda refugio, protección y alimentación a un gran número de invertebrados marinos.

## Distribución geográfica
Se distribuyen en aguas tropicales del océano Atlántico occidental, en el Caribe, Golfo de México, Florida, Bahamas y Bermuda.
Es especie nativa de Anguila; Antigua y Barbuda; Bahamas; Barbados; Belice; Bermuda; Bonaire, Sint Eustatius y Saba (Saba, Sint Eustatius); islas Caimán; Colombia; Costa Rica; Cuba; Curazao; Dominica; República Dominicana; Estados Unidos; Granada; Guadalupe; Haití; Honduras; Jamaica; México; Montserrat; Nicaragua; Panamá; Saint Barthélemy; San Kitts y Nevis; Santa Lucía; Saint Martin (parte francesa); San Vicente y las Granadinas; Sint Maarten (parte holandesa); Trinidad y Tobago; Turks y Caicos; Venezuela e islas Vírgenes Inglesas.

## Alimentación
Los pólipos contienen algas simbióticas; mutualistas (ambos organismos se benefician de la relación) llamadas zooxantelas. Las algas realizan la fotosíntesis produciendo oxígeno y azúcares, que son aprovechados por los pólipos, y se alimentan de los catabolitos del coral (especialmente fósforo y nitrógeno). Esto les proporciona entre el 70 y el 95% de sus necesidades alimenticias. El resto lo obtienen atrapando del plancton minúsculos copépodos, anfípodos y huevos de otros animales.

## Reproducción
Se reproducen asexualmente mediante gemación, y sexualmente, lanzando al exterior sus células sexuales. En este tipo de reproducción, la mayoría de los corales liberan óvulos y espermatozoides al agua, siendo por tanto la fecundación externa. Los huevos una vez en el exterior, permanecen a la deriva arrastrados por las corrientes varios días, más tarde se forma una larva plánula que, tras deambular por la columna de agua marina, y en un porcentaje de supervivencia pequeño, cae al fondo, se adhiere a él y comienza su transformación a pólipo. El pólipo genera un esqueleto cálcico, llamado coralito, y posteriormente, se multiplica asexualmente mediante gemación, lo que conforma la colonia coralina.